# Hessisches Baumanagement
Das Hessische Baumanagement (hbm) war ein Landesbetrieb des Bundeslandes Hessen. Das hbm nahm seit dem 1. Januar 2004 die Aufgaben des ehemaligen Staatsbauamtes wahr und war der Dienstaufsicht des Hessischen Ministeriums der Finanzen unterstellt. Die Zentrale des hbm befand sich in Frankfurt am Main. Es gab fünf Regionalniederlassungen (RNL): Darmstadt (RNL Süd), Frankfurt am Main (RNL Rhein-Main), Gießen (RNL Mitte), Kassel (RNL Nord) und in Wiesbaden (RNL West). Insgesamt beschäftigte das hbm rund 800 Mitarbeiter. Zum 1. Januar 2016 ist das hbm im Landesbetrieb Bau und Immobilien Hessen aufgegangen.

## Aufgaben
Zu den Aufgaben gehörten die übergreifende Steuerung von Baumaßnahmen des Landes und des Bundes im Bereich des Landes Hessen. Die Leistungen des hbm umfassten dabei hauptsächlich die Projektleitung, das betriebswirtschaftliche Controlling und die Beratung der Ressorts. Die übrigen Bau- und Planungsleistungen wurden vom hbm als öffentlichem Auftraggeber an nichtöffentliche Auftragnehmer wie zum Beispiel Architekten, Ingenieure und bauausführende Firmen vergeben.

## Geschichte
Das hbm ersetzte als wirtschaftlich ausgerichteter Landesbetrieb ab dem 1. Januar 2004 die vorher bestehende Hessische Staatsbauverwaltung, um öffentliche Bauprojekte wirtschaftlicher umsetzen zu können. 
Die Hessische Staatsbauverwaltung ging mit Gründung des Landes Groß-Hessen nach dem Zweiten Weltkrieg 1946 aus den vorher auf dem Gebiet bestehenden Baubehörden hervor; dies waren für die Reichsbauten die Reichsbauverwaltung und die reichsbezogenen Sonderbauverwaltungen inklusive der Heeresbauverwaltung und für die Landesbauten die preußische Bauverwaltung (für die preußischen Provinzen Kurhessen und Nassau) und die Bauverwaltung des Volksstaates Hessen. Die Staatsbauverwaltung war erst dem Hessischen Innenministerium unterstellt, ab 1950 ging die Zuständigkeit auf das Hessische Ministerium der Finanzen über.

## Projekte
Zu den vom hbm betreuten größeren Bauprojekten gehören unter anderem (Stand 2011):
- Bildungsbauten, darunter
  - Baumaßnahmen des Universitätsklinikums der Universität Frankfurt (790,0 Mio. €)
  - Baumaßnahmen am Campus Westend der Universität Frankfurt (346,8 Mio. €)
  - Baumaßnahmen am Campus Riedberg der Universität Frankfurt (188,6 Mio. €)
  - Baumaßnahmen der Universität Gießen (302,2 Mio. €)
  - Baumaßnahmen der Universität Marburg (254,6 Mio. €)
  - Baumaßnahmen der Universität Kassel (110,1 Mio. €)
- Bauten für Kunst und Kultur, darunter
  - Sanierung des Staatstheaters Kassel (72,0 Mio. €)
  - Sanierung des Staatstheaters Darmstadt (88,1 Mio. €)
  - Sanierung und Erweiterung des Landesmuseums Darmstadt (51,6 Mio. €)
- Verwaltungsbauten, darunter
  - Polizeipräsidium Gießen (55,8 Mio. €)
  - Polizeipräsidium Nordhessen (52,3 Mio. €)
  - Bauten der Justizbehörden Darmstadt (74,7 Mio. €)
  - Bauten der Justizbehörden Kassel (77,6 Mio. €)
  - Bauten der Justizvollzugsanstalten Frankfurt (180,9 Mio. €)